# Adesmia aphanantha
Adesmia aphanantha es una especie de planta floral del género Adesmia, categorizada en la tribu Dalbergieae, de la subfamilia Faboideae.

## Distribución
Especie nativa de Argentina. Crece en el bioma templado.

## Taxonomía
Fue descrita por (Speg.) Burkart y publicada en Darwiniana 3: 305 (1939).
Sinónimos homotípicos
- Patagonium aphananthum Speg.[1]